# USS Walter B. Cobb
El USS Walter B. Cobb (APD-106) fue un destructor de transporte de alta velocidad de la clase Crosley de la Armada de los Estados Unidos, en servicio desde 1945 hasta 1946, llegó a participar en la Segunda Guerra Mundial. Fue puesto nuevamente en servicio entre 1951 y 1957. En 1966, iba a ser transferido a la Armada de la República de China , pero se hundió después de una colisión mientras era remolcado a Taiwán el 21 de abril de 1966.

## Hundimiento

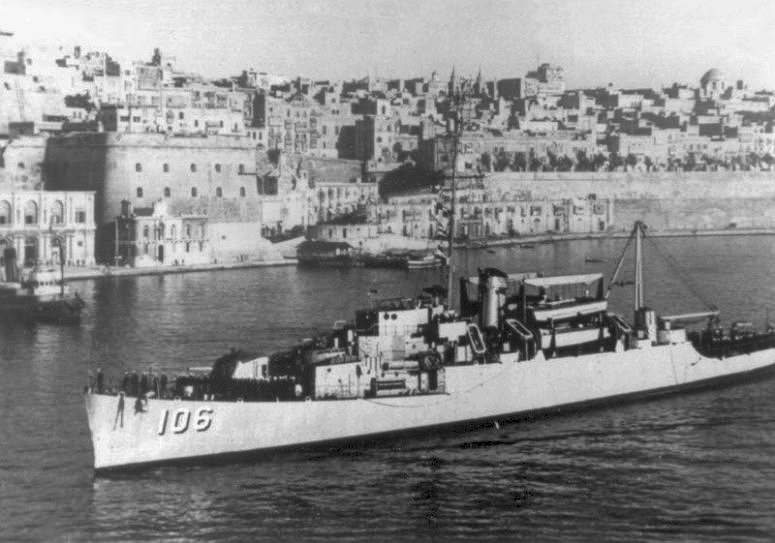
El USS Walter B. Cobb en el año 1951.

Vendidos a Taiwán el 22 de febrero de 1966, el Walter B. Cobb y el USS Gantner (APD-42) fueron aceptados por la Armada de la República de China el 15 de marzo de 1966. Taiwán envió al remolcador Ta Tung para remolcar en tándem los dos transportes a Taiwán. Mientras se dirigían al Pacífico occidental, los dos buques remolcados colisionaron el 21 de abril de 1966 y ambos sufrieron graves daños. 
El Gantner fue remolcado a Isla Treasure, San Francisco, pero el Walter B. Cobb se inclinó progresivamente de 18 a 40 grados mientras se asentaba hacia popa. A las 23.40 del 21 de abril de 1966, el Walter B. Cobb se llenó de agua y se hundió, de popa primero, a 3.800 metros de profundidad.